# Gáspár Heltai
Gáspár Heltai ali Kaspar Helth madžarski protestantski duhovnik, pisec, prevajalec, prvi madžarski leposlovni pisatelj, tiskar, * 1510, Cisnădie, † 1574, Cluj-Napoca.

## Življenjepis
Po narodnosti je bil transilvanski Sas. Sasi v Transilvaniji izvirajo iz zahodne Nemčije, Luksemburga in Nizozemske. Priimek je dobil od kraja svojega rojstva: Cisnădie se imenuje Hielt v saškem jeziku. Njegovi starši so bili premožni meščani.
Najprej je bil katoliški duhovnik. Kasneje se je vpisal v Wittenberg in postal evangeličan. Najprej je samo saško in nemško govoril, kasneje se naučil madžarski jezik. Leta 1550 je ustvaril tiskarno v Cluju skupaj s tiskarom Györgyom Hoffgreffom, ki je do 1575 delovala v Transilvaniji. Heltai je samo madžarske in latinske knjige tiskal ter pisal. V svojih delih se trudi knjižni jezik tvoriti, ker sta v tem času manjkala standard in tiskarstvo na Ogrskem.
Prva svoja dela so bila protestantska nabožna dela, kot katekizmi. Poskusil je prevesti Biblijo v madžarščino.
Ampak so njegova najpomembnejša dela poučne knjige o moralu in veri, ki jih je napisal v leposlovnem stilu. Prevedel, oz. pomadžaril je Ezopove basni, ki so danes še vedno splošno pribljubljene med madžarskimi bralci. Pisal je še knjige o zgodovini Ogrske.
Leta 1569 je odpustil luteranstvo in prešel na unitarizem, vendar so transilvanski knezi, kot István Báthory (ki je bil obenem poljski kralj), preganjali to vero.